# Bencze Gyula (orvos)
Bencze Gyula, névváltozata: Bence Gyula, születési és 1905-ig használt nevén Breitner Gyula (Budapest, 1879. szeptember 7. – Chicago, USA, 1949. november 3.) belgyógyász, kórházi főorvos, egyetemi címzetes rendkívüli tanár, egészségügyi főtanácsos.

## Élete
Breitner Simon (1843–1899) és Deutsch Klára (1855–1919) fiaként született óbudai zsidó családban. Középiskolai tanulmányait a Budapesti V. Kerületi Királyi Katolikus Főgimnáziumban végezte (1889–1897), majd a Budapesti Tudományegyetem Orvostudományi Karának hallgatója lett. 1902-ben orvosdoktorrá avatták. Pályáját az I. sz. Belgyógyászati Klinikán díjazatlan gyakornokként kezdte. 1904. januártól a Korányi Sándor igazgatása alatt működő III. sz. Belgyógyászati Klinika tanársegédje lett. 1905-ben a Klinikai tanulmányok a vér viscositásáról című dolgozatáért elnyerte a Balassa-díjat. 1911-ben belgyógyászati diagnosztikából magántanári képesítést nyert. 1914. szeptember 1-ei ranggal a budapesti honvéd helyőrségi kórháznál ezredorvosi kinevezést kapott. A következő évben Budapesten törzsorvossá nevezték ki és az év májusától a Telepy utcai fiókkórház főorvosa lett. A katonai egészségügy körül a háborúban szerzett érdemei elismeréséül a Vöröskereszt II. osztályú tiszteletjelvényét a hadiékítménnyel adományozták számára. 1926 szeptemberében áthelyezték korábbi állásából a Szent István Közkórház VIII. osztályának főorvosává. 1928-ban a közegészségügyi szolgálat terén kifejtett értékes és eredményekben gazdag munkássága elismeréséül a Kormányzó a magyar királyi egészségügyi főtanácsosi címet adományozta számára, s ugyanebben az évben az orvosképzés terén szerzett érdemei elismeréséül megkapta az egyetemi rendkívüli tanári címet is. Az 1930-as években részt vett az Orvos a családban című ötkötetes egészségügyi ismeretterjesztő kiadvány szerkesztésében. A második világháború idején mentesítést kapott a faji törvények alól. A háborút követően az Egyesült Államokban tartott előadásokat.
Első felesége Wellisch Margit (1888–1912) volt, Wellisch Sándor építőmester lánya, aki terhességi görcsök következtében fiatalon életét vesztette.
1914. június 14-én Budapesten, a Terézvárosban feleségül vette Guttmann Emil tekintélyes pesti kereskedő lányát, Guttmann Margitot. A Budapest-Krisztinavárosi római katolikus plébánia lelkésze által kiállított keresztelési bizonyítványok szerint 1919. június 13-án áttértek a római katolikus vallásra. Lányuk Bencze Klára, Okányi Endre mezőgazda neje.

## Munkái
- Klinikai tanulmányok a vér valósításáról. – Physikai-chemiai vizsgálatok a szénsav hatása alatt a vérben létesülő elváltozásokról. Korányi Sándorral. (Magyar Orvosi Archivum, 1905, 6.)
- A polyglobulia lépmegnagyobbodással. (Orvosi Hetilap, 1906, 12.)
- Kísérleti adatok a vesebajos vízibetegség kórtanához. (Orvosi Hetilap, 1907, 19.)
- Kísérleti adatok a vesebajos hydroplasmia kórtanához. (Magyar Orvosi Archivum, 1908, 7.)
- Vérelváltozások myxoedemánál. Engel Károllyal. – Adatok a szívhypertrophia keletkezésének kérdéséhez. (Magyar Orvosi Archivum, 1908, 9.)
- A vesebajos vizenyősség keletkezéséről. (Magyar Orvosi Archivum, 1909, 10.)
- Az idült vesegyulladás és a veseinsufficientia gyógykezelése. (Orvosképzés, 1913, 1–2)
- A pankreasbetegségek diagnosisa. (Orvosképzés, 1914, 2–3.)
- A háborús vesegyulladásról. (Orvosképzés, 1916, 8–10)
- A tüdőtuberculosis és a katonai szolgálatképesség. (Orvosképzés, 1917, 3–5.)
- Az influenza klinikája. (Orvosi Hetilap, 1918, 44.)
- A rejtett paranephritises tályog keresése. (Orvosképzés, 1922, 1.)
- A vesebajok pathologiájának és therápiájának fejlődése az utolsó harminc évben. (Orvosképzés, 1925, 1.)
- A vesebajok balneotherapiája. (Orvosi Hetilap, 1926, 23.)
- A rehumatismus gyógykezeléséről. (Orvosképzés, 1929, 1–2.)
- Az utolsó influenzajárvány tanulságai. (Orvosképzés, 1929, 4–5.)
- A polyarthritis rheumatica acuta. (Orvosképzés, 1931, 1.)
- A hypertensiós betegségek balneo- és klimato-therapiájáról. (Orvosi Hetilap, 1931, 19.)
- A máj és gyomor szerepe az anaemia perniciosa pathologiájában. (Orvosi Hetilap, 1932, 51.)
- Újabb adatok a gyomor szerepéről az anaemia perniciosa pathologiájában. (Orvosi Hetilap, 1934, 1.)
- A gócos fertőzés klinikája. (Orvosképzés, 1935, 5.)
- Kísérleti anaemia gyomorkiirtás után. (Orvosi Hetilap, 1935, 43–44.)
- Az anaemia gyógykezelésének alapelvei. (Orvosi Hetilap, 1936, 25–26.)
- Ivókúrák szív- és érbántalmak esetén. (Orvosképzés, 1937, különszám)

## Díjai, elismerései
- Ferenc József-rend lovagkeresztje a hadiékítménnyel
- Bécsi Belgyógyászok Egyesületének levelező tagja (1934–)